# Sebastián Sánchez (futbolista)
Sebastián Sánchez (Mendoza, Argentina; 20 de septiembre de 1988, Argentina) es un futbolista argentino. Juega de defensor y su equipo actual es Gimnasia y Esgrima (J) que disputa la B Nacional.

## Clubes
| Club                     | País      | Año           |
| ------------------------ | --------- | ------------- |
| Luján de Cuyo            | Argentina | 2005-2009     |
| Gimnasia y Esgrima (M)   | Argentina | 2009-2012     |
| Sportivo Desamparados    | Argentina | 2012-2013     |
| Gimnasia y Esgrima (J)   | Argentina | 2013-2014     |
| Atlético de Rafaela      | Argentina | 2015          |
| Gimnasia y Esgrima (J)   | Argentina | 2016-2020     |
| Al Khaitan Sporting Club | Kuwait    | 2020-presente |